# فردریک آیر جونیور
فردریک آیر جونیور (.Frederick Ayer Jr) (زادهٔ ۲۸ دسامبر ۱۹۱۵ – درگذشتهٔ ۴ ژانویه ۱۹۷۴)، مقام حکومتی، وکیل مدافع و نویسنده اهل ایالات متحده بود که در اداره تحقیقات فدرال (FBI)، مأموریت ایالات متحده در یونان و نیروی هوایی ایالات متحده خدمت کرد.

## اوایل زندگی
آیر در ۲۸ دسامبر ۱۹۱۵ زاده شد، او فرزند فردریک آیر سنیور و هیلدا پروکتور رایس آیر بود. وی در تاپسفیلد، ماساچوست متولد اما در ونهام، ماساچوست بزرگ شد. عموی وی ژنرال جرج اس. پاتون و پدربزرگ وی فردریک آیر بود.
آیر در ۱۹۳۳ میلادی از مدرسه هیل، در ۱۹۳۷ میلادی از کالج هاروارد و در ۱۹۴۱ میلادی از مدرسه حقوق هاروارد فارغ‌التحصیل شد. زمانی که آیر دانشجوی دوره لیسانس بود، وی عضو تیم‌های ورزشی دانشگاهی چوگان، فوتبال و تفنگداران بود. وی در ۱۶ نوامبر ۱۹۴۱ با آن پروکتور مودی اهل سانفرانسیسکو در همیلتون، ماساچوست ازدواج کرد. آنها دو پسر و یک دختر داشتند.

## خدمت در دولت
آیر از ۱۹۴۱ تا ۱۹۴۶ میلادی به عنوان مأمور اداره تحقیقات فدرال خدمت کرد. وی در ۲۵ اوت ۱۹۴۱ سوگند یاد کرد، تحت یک دوره آموزشی سریع قرار داده شده و پس از اتمام آن به شعبه واشینگتن دی.سی. اعزام شد. یکی از نخستین اهداف وی اینگا آرواد نام داشت، کسی که از نظر رئیس FBI جی. ادگار هوور، جاسوس آلمان بود. در نخستین عملیات تحت نظرگیری فنی خود، آیر دریافت که آرواد با هم‌کلاسی هاروارد وی جان اف. کندی که در آن زمان به عنوان ناوبان دوم در دفتر اطلاعات نیرویی دریایی ایالات متحده خدمت می‌کرد، در یک رابطه عاشقانه است. کشف این رابطه عاشقانه کندی با یک زن متأهل باعث انتقال آیر به چارلستون، کارولینای جنوبی شد، جاییکه وی دسترسی اندکی به اطلاعات محرم و نظارت بیشتر بر آرواد داشت. آیر بعدها به شعبه‌های میدانی بوستون و سینسیناتی منتقل شده و در جریان جنگ دوم، به‌طور خدمتی برای ارتش ایالات متحده کار کرد و در یک مأموریت ویژه به اروپا رفت. وی در نهایت به عنوان رئیس واحدهای ارتباطی FBI در جبهه نظامی آمریکا در اروپا گماشته شد.
آیر از ۱۹۴۷ تا ۱۹۴۸ میلادی به عنوان معاون مشاور حقوقی در مأموریت آمریکا در یونان خدمت کرد. بعدتر وی به عنوان مسئول اداره اطلاعات و امنیت نمایندگی سیاسی آمریکا در یونان کار کرد، جای که وی مأموریت داشت تا فعالیت‌های کمونیست‌ها در ارتباط به برنامه‌های کمکی آمریکا را متوقف نماید. در ۱۹۴۸ میلادی، وزیر خارجه ایالات متحده جرج سی. مارشال به آیر مأموریت داد تا در راستای تحقیقات قتل گزارشگر سی‌بی‌اس جرج پولک به سرلشکر ویلیام جی. دونوآن همکاری نماید. طبق گزارش نیویورک تایمز، آیر با موفقیت «پایه‌های یک بررسی را بنیان گذاشت که در نهایت منتهی به حل شدن پرونده شد».
آیر با توصیه دو سناتور هنری کابوت لاج جونیور و بورکه بی. هیکنلوپر، در آوریل ۱۹۵۰ به عنوان دستیار مشاور کمیته تایدینگز گماشته شد، کمیته‌فرعی کمیته روابط خارجی سنای ایالات متحده آمریکا که وظیفه داشت تا در مورد اتهام‌های مرتبط با کمونیسم در وزارت خارجه ایالات متحده تحقیقات نماید. پس از اینکه رئیس کمیته میلارد ئی. تایدینگز که معتقد بود نامزدان سمت‌های سیاسی نباید به عنوان کارمند این کمیته گماشته شوند، دریافت که آیر نامزد سمت دادستان کل ماساچوست است، انتصاب وی در این کمیته را تعلیق کرد. تایدینگز به زودی انتقاد خود را پس گرفت، اما آیر این سمت را پذیرفت و اظهار داشت که پس از اظهارات رئیس کمیته، وی احساس نمی‌کند که «اعتماد کامل کمیته» را با خود داشته باشد.

## جمع‌آوری کمک‌های مالی
آیر در ۱۹۴۸ میلادی یک سمت بدون مزد به عنوان معاون صندوق مرکز پزشکی اطفال در بیمارستان کودکان بوستون را پذیرفت. سال بعدی وی به عنوان رئیس این صندوق انتخاب گردید. باور برین بود که با داشتن ۳۳ سال سن، وی جوانترین رئیس یک ستاد خیریه بزرگ در تاریخ ماساچوست است. در ۱۹۵۱ میلادی وی به عنوان رئیس کل ستاد خدمات جهانی انجمن مسیحی مردان جوان (YMCA) خدمت کرد.

## حرفه سیاسی
آیر با تشویق عموی خود جرج اس. پاتون وارد سیاست شد، کسی که به آیر گفته بود، تعداد زیادی از افراد مجرب از ورود به سیاست خودداری کردند چون فکر می‌کردند که این یک «تجارت کثیف» است. وی به‌طور فعال در ستاد انتخاباتی ۱۹۳۶ لورت سالتونسال برای کرسی فرمانداری ماساچوست کار کرده و دو ماه از مدرسه حقوق مرخصی گرفت تا در ستاد انتخاباتی ریاست جمهوری وندل ویلکی همکاری کند. در ۱۹۴۸ میلادی، آیر به عنوان معاون و بعدتر سرپرست کمیته مالی حزب جمهوری‌خواه ماساچوست خدمت کرد.
آیر نامزدی خود برای سمت دادستان کل ماساچوست را در ۱۵ مارس ۱۹۵۰ اعلام کرد. اساس وعده‌های انتخاباتی وی مبارزه با جرم و مبارزه با «نفوذ و آشوب کمونیست‌ها» بود. وی از ساخت یک مدرسه دولتی برای افسران پلیس، شبیه آکادمی ملی FBI در واشینگتن دی.سی. اعمال سختگیرانه‌تر کدهای آتش‌نشانی، حقوق بیشتر برای افسران پلیس، استاندارد بالاتر برای پزشکان و یک برنامه مبارزه با آلودگی حمایت می‌کرد. آیر چهار نامزد جمهوری‌خواه از جمله دادستان کل آینده جرج فین‌گلد را مغلوب نموده و در انتخابات مقدماتی جمهوری‌خواه به پیروزی دست یافت. در جریان مبارزات انتخاباتی، آیر از متصدی دموکرات فرانسیس ای. کیلی بخاطر مدیریت پرونده سرقت برینکس انتقاد نمود، در حالی که کیلی آیر را به عنوان «یک ویل ۱۰ ماهه که هرگز یک پرونده را قضاوت نکرده‌است» توصیف کرد. آیر با دریافت۴۷٪ رأی در مقابل کیلی که ۵۲٪ آرا را بدست آورده بود شکست خورد، اما از هر نامزد دیگر جمهوری‌خواه، از جمله نامزد فرمانداری آرتور دابلیو. کولیج، رأی بیشتری بدست آورد. در ۱۹۵۲ میلادی، آیر بار دیگر وارد رقابت دادستان کل شد، اما این بار نیز از نامزد جمهوری‌خواه جرج فین‌گلد شکست خورد. پس از این شکست، آیر به عنوان معاون کمیته شهروندان ماساچوست برای آیزنهاور، خدمت کرد.

## اواخر زندگی
آیر در ۱۹۵۳ میلادی به عنوان دستیار ویژه وزیر نیروی هوایی ایالات متحده، هارولد ای. تالبوت، انتصاب یافت. آیر در ۲۲ آوریل ۱۹۵۵ در واشینگتن دی.سی. دچار ایست قلبی شد. وی در نهایت سلامت خود را بازیافت و دوباره به کار بازگشت. پس از ترک خدمت دولتی در ۱۹۶۰ میلادی، آیر در بنگاه حقوقی فورد، آیر، هارون و لستر در واشینگتن دی.سی. مشغول کار در بخش حقوق شد. وی همچنین بیشتر وقت خود را وقف نوشتن کرد. کتاب‌های وی مشتمل است بر «پیش از کم رنگ شدن: تصویر یک سرباز» در مورد عموی خود جرج اس. پاتون، «مرد در آیینه: یک رمان جاسوسی»، «مردان G اهل شمال» و «والتر، مزاحم غیر محتمل». وی در مورد موضوعات متعددی که بیشتر مرتبط با امور اروپا بود، برای روزنامه‌های ماساچوست، از جمله روزنامه بوستون گلوب، نیز مقاله می‌نوشت. آیر هنگامی که در تراکرز تاون، برمودا در تعطیلات بود، در ۴ ژانویه ۱۹۷۴ بر اثر ایست قلبی درگذشت.